# Różowe miasto
Różowe miasto – debiutancki longplay polskiego piosenkarza Edwarda Hulewicza, wydany w 1976 roku nakładem wydawnictw muzycznych Pronit oraz Polskie Nagrania „Muza”. Album zawiera 12 utworów wykonywanych przez wokalistę.
Podczas nagrywania albumu wokalista współpracował z Ryszardem Poznakowskim.

## Lista utworów
Opracowano na podstawie materiału źródłowego.
Strona A
1. „Dzięki Tobie” (muz. Ryszard Poznakowski, sł. Andrzej Jastrzębiec-Kozłowski)
2. „Czekając na jesień” (muz. E. Berg, sł. Jan Tomasz)
3. „Ktoś mi zabrał Ciebie” (muz. T. Horst, Jarosław Kukulski, sł. P. Konopiński)
4. „Nie sądź mnie” (muz. Antoni Kopff, sł. Adam Kreczmar)
5. „Wszystko na tej ziemi” (muz. Zbigniew Antoszewski, Marian Zimiński, sł. Andrzej Bernat)
6. „Różowe miasto” (muz. Andrzej Januszko, sł. Tadeusz Urgacz)

Strona B
1. „Skąd ja cię znam” (muz. Antoni Kopff, sł. Janusz Kondratowicz)
2. „Było w nas” (muz. T. Horst, sł. Andrzej Kuryło)
3. „Gdy będziesz dzisiaj wieczorem” (muz. Janusz Sławiński, sł. Elżbieta Horbaczewska)
4. „Za zdrowie pań” (muz. Jarosław Kukulski, Janusz Sławiński, sł. Andrzej Kudelski)
5. „Odwieczny znicz” (muz. Ryszard Poznakowski, sł. Jan Pietrzak)
6. „Marzenia na cztery ręce” (muz. Krzysztof Chromcewicz, sł. Zbigniew Kaszkur)